# La biblia de los caídos
La Biblia de los Caídos es una saga de libros creada por Fernando Trujillo Sanz de urban fantasy, aunque también hay elementos de misterio, suspense y algo sangriento. La saga se compone de varios tomos que se organizan a modo de biblia normal, es decir, cada libro de la saga es un testamento y cada uno de estos testamentos se centra en un personaje concreto. Actualmente la saga es muy popular entre los lectores de habla hispana y ha recibido críticas muy positivas por su trama, personajes y estilo de escritura.

## Sinopsis
"El mundo cuenta con un lado oculto, una cara sobrenatural que nos susurra, que se intuye, pero que muy pocos perciben. La inmensa mayoría de las personas no es consciente de ese lado paranormal... ni de sus riesgos. A veces la gente se topa con esos peligros y desespera, se atemoriza, y no sabe qué hacer ni a quién recurrir. Pero no todo está perdido... Dicen que en Madrid reposa una iglesia muy antigua, cuyo origen es desconocido. Allí, en su interior, frente a una cruz de piedra esculpida en uno de sus muros, se puede alzar una plegaria. También dicen que aquel que no tiene alma la escuchará, y si la fortuna acompaña, el ruego será atendido. Pero exigirá un elevado precio por sus servicios, uno que no todo el mundo está dispuesto a pagar. Mejor será asegurarse de que se quiere contar con él antes de recitar la plegaria. Eso es lo que dicen."

## Orden de la saga
- La Biblia de los Caídos tomo 0
- La Biblia de los Caídos tomo 1 del Testamento de Sombra
- La Biblia de los Caídos tomo 1 del Testamento del Gris
- La Biblia de los Caídos tomo 1 del Testamento de MAD
- La Biblia de los Caídos tomo 1 del Testamento de Nilia
- La Biblia de los Caídos tomo 2 del Testamento del Gris
- La Biblia de los Caídos, Primera plegaria del Testamento del Gris
- La Biblia de los Caídos tomo 2 del Testamento de Sombra
- La Biblia de los Caídos tomo 3 de los Testamentos del Gris y de Sombra
- La Biblia de los Caídos tomo 2 del Testamento de MAD
- La Biblia de los Caídos tomo 2 del Testamento de Nilia
- La Biblia de los Caídos tomo 3 del Testamento de MAD

### Apéndices
Estos apéndices son relatos complementarios a la historia, pero no aportan información a esta. Además, aunque la Biblia de los Caídos es original de Fernando Trujillo, algunos tomos están escritos por Carlos Sisí.
- La Biblia de los Caídos tomo 1 del Testamento de Jon
- La Biblia de los Caídos tomo 1 del Testamento de Roja
- La Biblia de los Caídos tomo 2 del Testamento de Jon